# Föremålsarkiv
Föremålsarkiv är en modern benämning på en samling av föremål som har en viss grundstruktur och på en anpassad lokal där föremålsarkivet förvaras. Många museum har föremålsarkiv där samlingarna förvaras. Den äldre och vanligare beteckningen är magasin, men när man använder ordet arkiv  betonar man den ordning som gör att föremålen blir tillgängliga individuellt via förteckningar och bevaras i kontrollerade miljöer.